# Patrik Vydra
Patrik Vydra (Beroun, 20 giugno 2003) è un calciatore ceco, difensore dello Sparta Praga.

## Carriera

### Club
Vydra è cresciuto nel settore giovanile dello Sparta Praga e nel 2021 è stato promosso nella squadra B impegnata in seconda divisione. Ha debuttato in prima squadra il 20 aprile 2022 nell'incontro di 1. liga perso 2-0 contro il Sigma Olomouc ed ha segnato il primo gol il 18 maggio 2024 nel successo per 5-0 sullo Mladá Boleslav.
Il 9 luglio 2024 è stato ceduto in prestito per una stagione proprio allo Mlada Boleslav.

### Nazionale
Ha giocato nelle nazionali giovanili ceche Under-16, Under-17, Under-19, Under-20 ed Under-21.

## Statistiche

### Presenze e reti nei club
Statistiche aggiornate al 10 maggio 2025.
| Stagione            | Squadra             | Campionato          | Campionato | Campionato | Coppe nazionali | Coppe nazionali | Coppe nazionali | Coppe continentali | Coppe continentali | Coppe continentali | Altre coppe | Altre coppe | Altre coppe | Totale | Totale | Totale |
| Stagione            | Squadra             | Comp                | Pres       | Reti       | Comp            | Pres            | Reti            | Comp               | Pres               | Reti               | Comp        | Pres        | Reti        | Pres   | Reti   |        |
| ------------------- | ------------------- | ------------------- | ---------- | ---------- | --------------- | --------------- | --------------- | ------------------ | ------------------ | ------------------ | ----------- | ----------- | ----------- | ------ | ------ | ------ |
| 2021-2022           | Sparta Praga B      | FNL                 | 12         | 0          | -               | -               | -               | -                  | -                  | -                  | -           | -           | -           | 12     | 0      |        |
| 2022-2023           | Sparta Praga B      | FNL                 | 17         | 1          | -               | -               | -               | -                  | -                  | -                  | -           | -           | -           | 17     | 1      |        |
| 2023-2024           | Sparta Praga B      | FNL                 | 12         | 1          | -               | -               | -               | -                  | -                  | -                  | -           | -           | -           | 12     | 1      |        |
| 2021-2022           | Sparta Praga        | 1L                  | 3          | 0          | CRC             | 0               | 0               | -                  | -                  | -                  | -           | -           | -           | 3      | 0      |        |
| 2022-2023           | Sparta Praga        | 1L                  | 5          | 0          | CRC             | 0               | 0               | UECL               | 0                  | 0                  | -           | -           | -           | 5      | 0      |        |
| 2023-2024           | Sparta Praga        | 1L                  | 8          | 1          | CRC             | 3               | 0               | UCL+UEL+UECL       | 0+3+0              | 0                  | -           | -           | -           | 14     | 1      |        |
| 2024-gen. 2025      | Mladá Boleslav      | 1L                  | 18         | 1          | CRC             | 0               | 0               | UECL               | 11                 | 4                  | -           | -           | -           | 29     | 5      |        |
| gen.-giu. 2025      | Sparta Praga        | 1L                  | 9          | 0          | CRC             | 3               | 1               | UCL                | -                  | -                  | -           | -           | -           | 12     | 1      |        |
| Totale Sparta Praga | Totale Sparta Praga | Totale Sparta Praga | 25         | 1          |                 | 6               | 1               |                    | 3                  | 0                  |             | -           | -           | 34     | 2      |        |
| Totale carriera     | Totale carriera     | Totale carriera     | 84         | 4          |                 | 6               | 1               |                    | 14                 | 4                  |             | -           | -           | 104    | 9      |        |

## Palmarès

### Club

#### Competizioni nazionali
- Campionato ceco: 2

Sparta Praga: 2022-2023, 2023-2024
- Coppa della Repubblica Ceca: 1

Slavia Praga: 2023-2024